# Dagobert I
Dagobert I (ur. ok. 603, zm. 19 stycznia 639) – król Franków od 623 w Austrazji, syn Chlotara II.

## Rządy w Austrazji
Dagobert był najstarszym synem Chlotara II i Haldetrudy (575–604) oraz wnukiem Fredegundy. Chlotar rządził sam nad wszystkimi Frankami od 613. W 622, Chlotar uczynił Dagoberta królem Austrazji – historycy są praktycznie pewni, iż motywem była chęć związania austrazyjskiej szlachty z rządzącymi Frankami. Jako dziecko Dagobert żył pod opieką przodków dynastii karolińskiej i austrazyjskich magnatów, Arnulfa z Metzu i Pepina z Landen.
Chlotar próbował zarządzać niestabilnymi sojuszami, jakie miał z innymi szlacheckimi rodzinami przez większą część rządów Dagoberta. Kiedy Chlotar przyznał Austrazję Dagobertowi, początkowo wykluczył Alzację, Wogezy i Ardeny, ale wkrótce potem szlachta austrazyjska zmusiła go do oddania tych regionów Dagobertowi. Rządy Franka pochodzącego z samego serca kraju ściślej związały Alzację z dworem Austrazji. Dagobert stworzył nowe księstwo (późniejsze Księstwo Alzacji) w południowo-zachodniej Austrazji, aby chronić region przed inwazją Burgundów lub Alemanów. Księstwo składało się z Wogezów, Bramy Burgundzkiej i Transjuranii. Dagobert uczynił Gundoina swoim dworzaninem (który przypadkowo założył klasztory w Alzacji i Burgundii). Był on pierwszym księciem tego nowego ustroju, który miał przetrwać do końca dynastii Merowingów. Podczas gdy austrazyjscy władcy, tacy jak Chlotar i Dagobert, kontrolowali te regiony przez część VII wieku, w końcu stały się one autonomicznymi królestwami, gdy potężne rodziny arystokratyczne zaczęły podążać własnymi drogami w swoich królestwach.

## Rządy nad zjednoczonymi królestwami

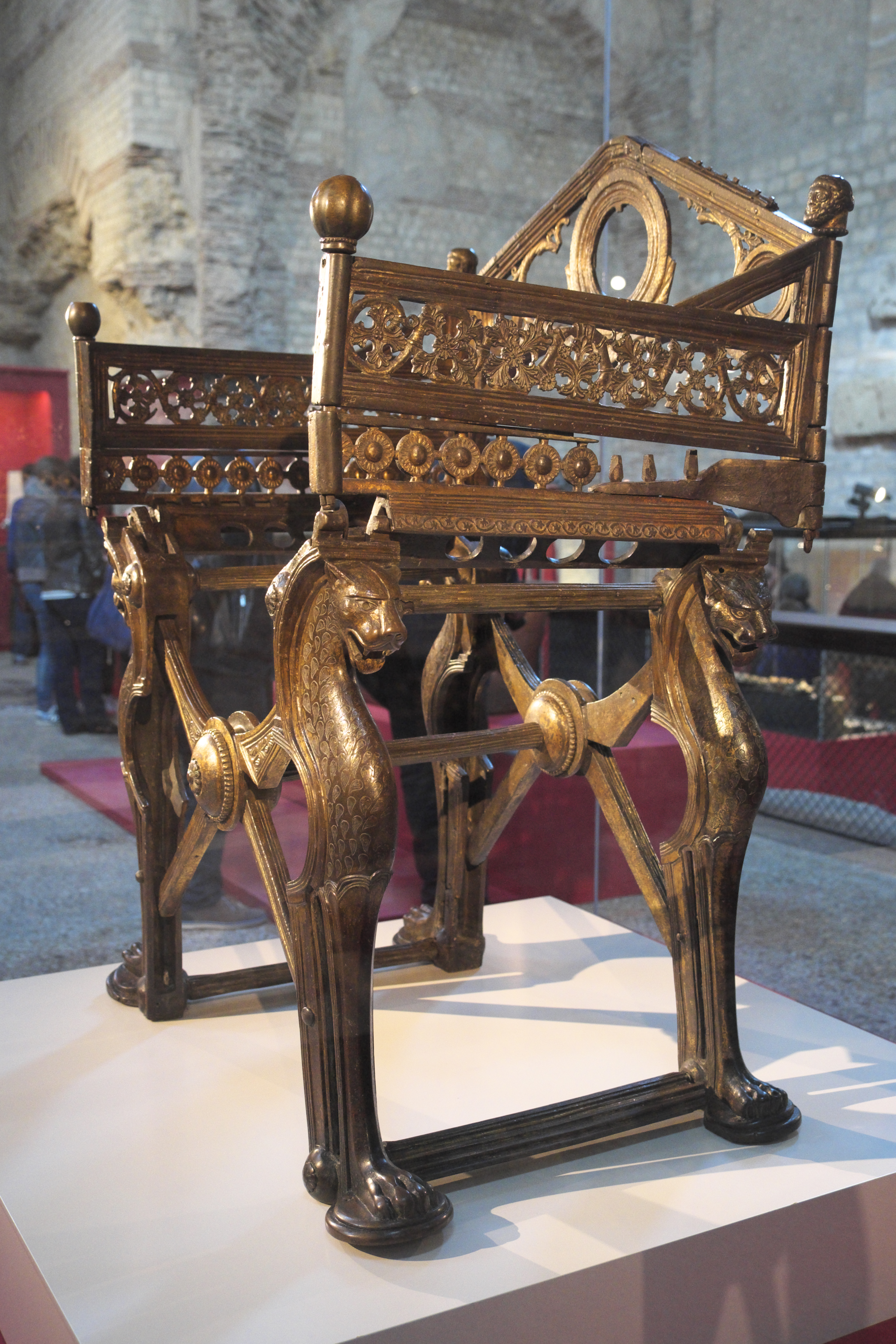
„Tron Dagoberta”, wykonany z Brązów. Podstawa, utworzona przez krzesło kurulne, jest tradycyjnie przypisywana Dagobertowi, podczas gdy podłokietniki i oparcie krzesła zostały dodane przez Karola Łysego. Tron ten był ostatnio używany przez Napoleona I w 1804 roku, kiedy stworzył Legię Honorową.

W 629, po śmierci ojca, odziedziczył królestwa Neustrii oraz Burgundii. Utrzymał podział królestwa na Austrazję, Neustrię i Burgundię, próbując jednocześnie rozciągnąć swoją władzę na Akwitanię i południową Francję.
Jego przyrodni brat Charibert, syn Sigihildy, objął władzę nad Neustrią, ale Dagobert mu się sprzeciwił. Brodulf, brat Sigihildy, zwrócił się do Dagoberta w imieniu swojego młodego siostrzeńca, ale Dagobert zamordował go i został jedynym królem Franków. Później przekazał Charibertowi Akwitanię w ramach „nagrody pocieszenia” – jednak region ten w 632 ponownie wrócił pod panowanie Dagoberta I. W 629 Dagobert zawarł traktat z cesarzem bizantyjskim Herakliuszem, który pociągał za sobą wymuszenie obowiązkowego chrztu Żydów w całym jego królestwie. Oprócz podpisania tego traktatu, Dagobert podjął również kroki w celu zabezpieczenia handlu w całym imperium poprzez ochronę ważnych rynków wzdłuż ujścia Renu w Duurstede i Utrechcie, co po części tłumaczy jego późniejszą determinację w obronie Franków z Austrazji przed zagrożeniem Awarów.

### Wsparcie Sisenanda
Pod rządami ojca Dagoberta i podobnie myślących Merowingów społeczeństwo frankońskie w VII wieku doświadczyło większej integracji – na przykład dominowała wiara katolicka – i doszło do poprawy ogólnej sytuacji ekonomicznej, ale nie było początkowego impulsu do politycznego zjednoczenia Galii. Chlotar II nie starał się zmusić swoich neustryjskich sąsiadów do uległości, wybierając zamiast tego politykę współpracy. Nie zabraniało to grabieży w celu uzupełnienia skarbca dynastii, których Dagobert dokonał na przykład w Hiszpanii – jeden najazd przyniósł mu 200 000 złotych „solidi”. Historyk Ian Wood twierdzi, że Dagobert „był prawdopodobnie bogatszy niż większość monarchów Merowingów” i przytacza na przykład jego pomoc królowi Wizygotów Sisenandowi – któremu pomógł w jego wstąpieniu na tron Wizygotów w Hiszpanii – i za który Sisenand podarował Dagobertowi złote naczynie ważące około pięćset funtów.

### Spór z Samonem
Kiedy Charibert i jego syn Chilperyk zostali zamordowani w 632, Dagobert miał stabilną władzę nad Burgundią i Akwitanią, stając się najpotężniejszym królem Merowingów od wielu lat i najbardziej szanowanym władcą na Zachodzie. W 631 Dagobert poprowadził dużą armię przeciwko Samonowi, władcy słowiańskich Wendów, częściowo na prośbę ludów germańskich zamieszkujących tereny wschodnie, a także z powodu sporu między dwoma władcami odnośnie Wendów, którzy obrabowali i zabili wielu frankońskich kupców. Podczas gdy austrazyjskie siły Dagoberta zostały pokonane w bitwie pod Wogastisburgiem, jego alemańscy i lombardzcy sojusznicy odparli Wendów. Korzystając z ówczesnej sytuacji, Sasi zaoferowali pomoc Dagobertowi, jeśli się zgodzi cofnąć roczny trybut o wartości 500 krów dla Austrazji. Fredegar informuje, iż akceptacja tej umowy nie przyniosła większego skutku, ponieważ Wendowie ponownie zaatakowali w następnym roku.

## Rządy w Neustrii
W 632 r. szlachta Austrazji zbuntowała się pod rządami Majordoma, Pepina z Landen. W 634 Dagobert uspokoił zbuntowanych szlachciców, umieszczając na tronie swojego trzyletniego syna Sigeberta III, tym samym oddając królewską władzę w najdalej na wschód wysuniętych królestwach, tak jak jego ojciec zrobił dla niego jedenaście lat wcześniej. W opinii historyka Iana Wooda utworzenie podkrólestwa przez Dagoberta dla jego syna Sigiberta miało „ważne długoterminowe implikacje dla ogólnej struktury Francji merowińskiej”.

### Przeniesienie stolicy do Paryża
Jako król Dagobert uczynił Paryż stolicą. W czasie swoich rządów zbudował zamek w Meersburg (współczesne Niemcy), który dziś jest najstarszym zamieszkałym zamkiem w tym kraju. Pobożny Dagobert był również odpowiedzialny za budowę bazyliki w Saint-Denis na miejscu klasztoru benedyktynów pod Paryżem. On również mianował św. Arbogasta biskupem Strasburga. Według Fredegara Dagobert był uwielbiany pod wieloma względami; pisał on, że władca „zapewniał sprawiedliwość zarówno bogatym, jak i biednym” dodając, że „mało sypiał i mało jadł, i dbał tylko o to, żeby wszyscy ludzie spotkawszy władcę, odchodzili pełni radości i podziwu”. Takie relacje nie są w pełni pokazać władzę i dominację frankońskich królów, takich jak Dagobert, który wraz ze swoim ojcem Chlotarem tak sprawnie władał królestwem, że historyk Patrick Geary opisał okres ich połączonych rządów jako „apogeum królewskiej władzy Merowingów”.

### Podsumowanie rządów
Dagobert przeszedł do historii jako jeden z największych frankońskich królów, pomimo jego przeciętnej historii wojskowej (por. jego porażki z Sasami i Wendami), utrzymując swoje ziemie przeciwko wschodnim hordom i szlachcie z terenów tak odległych, jak Bawaria, którzy starali się o jego zwierzchnictwo. Choć zmarł w wieku zaledwie trzydziestu sześciu lat, przez większość historyków Dagobert uważany jest za ostatniego z wielkich królów Merowingów, co nie oznacza, iż nastąpił znaczny spadek władzy Franków, szczególnie w świetle pism Pawła Diakona i Jana z Toledo. J.M. Wallace-Hadrill stwierdził, że Dagobert „miał bezwzględną energię niczym Chlodwig i przebiegłość niczym Karol Wielki”. Pomimo mniej lub bardziej zjednoczonego królestwa Franków, prawdopodobnie nie spodziewał się kontynuacji jednolitych rządów, biorąc pod uwagę rozbieżne interesy Franków austrazyjskich i neustriańskich, a także Akwitańczyków i Burgundów. Po śmierci Dagoberta w 639, Pepin z Landen zdołał odzyskać swoją pozycję w Metz. Tymczasem Dagobert został pochowany w bazylice św. Dionizego w Saint-Denis; był to pierwszy frankoński król, który spoczął w tym miejscu. Pochówek Dagoberta w Saint-Denis ustanowił precedens dla pochówku tam przyszłych władców francuskich.

## Dziedzictwo
Śmierć Dagoberta I stanowiła początek rządów majordomów władających w imieniu królów, którzy rzadko dożywali pełnoletniości. Majordomowie stale wzmacniali swą pozycję, aż do otrzymania przywileju sądownictwa i ustanowieniu własnych dynastii przez dziedziczność swego stanowiska. Nie chcieli też rezygnować z marionetkowych królów merowińskich, ponieważ ciągle nie wygasły mity o królewskiej charyzmie. Gdyby próbowali usunąć ich siłą i zagarnąć koronę, spotkaliby się z oporem szlachty. Dobrym tego przykładem jest syn Pepina Starszego, Grimoald, który polecił jednemu z koronowanych słabeuszy merowińskich adoptować swego syna Childeberta i osadził go następnie na tronie. Możni Neustrii jednak wytoczyli Grimoaldowi proces i zgładzili go w 656. Mimo to inni przedstawiciele rodziny Grimoalda, Arnulfingowie, w końcu przejęli koronę, dając początek Karolingom.

## Małżeństwo i dzieci
Dagobert żenił się pięciokrotnie, a małżonkami jego były kolejno: Gomatruda, Nantehilda, Ragnetruda (wcześniej konkubina), Wulfegunda i Berchilda (wcześniej konkubina).